# Do poslednjeg daha (strip)
Dod poslednjeg daha je 92. epizoda Zagora objavljena u Zlatnoj seriji #285. u izdanju Dnevnika iz Novog Sada. Na kioscima u bivšoj Jugoslaviji se premijerno pojavila 1975. godine Koštala je 6 din (1,14 DEM; 0,43 $). Imala je 94 strane. Ovo je prva od ukupno dva dela, koliko je imala ova epizoda. Prvi deo je objavljen u svesci pod nazivom Sloboda ili smrt (#284).

## Originalna epizoda
Originalno, ova sveska objavljena je premijerno u Italiji u svesci pod nazivom All'ultimo sangue u #92 regularne edicije Zagora u izdanju Bonelija na dan 14.2.1973. Epizodu je nacrtao Franko Donateli, a scenario napisao Gvido Nolita. Naslovnicu je nacrtao Galijeno Feri. Koštala je 200 lira. 

## Kratak sadržaj
Nakon što je kidnapovao ostrvskog guvernera, Sir Makombera, Zagor izlazi iz utvrđenja u kočiji bez pratnje. Preteći guverneru smrću, zahteva od njega da ga odvede do zatočenih Seminola i omogući njihovo oslobađanje. Makomber to i čini, pa Zagor sa oslobođenim Seminolima zauzima utvrđenje pod imeniom Miti podignuto na nadstrmoj hridi pored obale. Narednog dana, pukovnik Frederik Hejson, viceguverner ostrva, stiže sa topovima i opkoljava utvrđenje. Guverner izlazi na zidine i naređuje vojnicima da ne pokušavaju napad. Međutim, iz šume pogađa ga skriveni strelac, a njegova smrt Hejsonu daje povod da pokrene juriš. Sledi velika bitka između Engleza i Seminola, u kojoj gine mnogi, a krvoproliće postaje sve žešće. Kako pristižu nova pojačanja i sve više engleskih vojnika sa artiljerijom, Liberti Sam ubeđuje Zagora da se spasi, uveren da je bitka izgubljena. U tom trenutku, na moru ispod zidina pojavljuje se Bosambo u malom čamcu i poziva Zagora da se spasi. Zagor odbija, ali ga Liberti Sam baca u okean. Za njim skače i Čiko, te njih dvojica uspevaju da izbegnu sigurnu smrt. Bosambo ih potom odvodi na sigurno.

## Istorijske činjenice o Seminolama
Seminoli su kao posebna plemenska zajednica nastali u 18. veku, kada su se grupe indijanskih naroda sa prostora današnje Džordžije i Alabame, uglavnom iz saveza Krik, naselile u Floridi. Tu su se pomešali sa preostalim starosedeocima i odbeglim crnim robovima. Naziv „Seminoli“ potiče ili od španskog cimarrón – „odbegao, divlji“ – ili od krikskog izraza za „odvojen“. U 18. veku živeli su od lova, ribolova, stočarstva i trgovine, a Florida je tada, posle izmena usled ratova evropskih sila, prelazila iz španske u britansku, pa ponovo u špansku vlast. U 19. veku su tri puta ratovali sa Sjedinjenim Državama. Prvi rat (1817–1818) bio je posledica upada američke vojske u špansku Floridu. Drugi (1835–1842), najduži i najkrvaviji, vođen je protiv prinudnog preseljenja po Zakonu o uklanjanju Indijanaca. Treći rat (1855–1858) doveo je do toga da većina Seminola bude premeštena u Indijansku teritoriju (Oklahoma), dok se manji broj povukao u močvare Everglejdsa. U 20. veku potomci Seminola u Floridi i Oklahomi organizovali su plemenske vlasti, očuvali deo jezika i običaja, a danas uživaju određeni stepen samouprave i ekonomske nezavisnosti, naročito kroz razvoj turizma i preduzeća u sopstvenom vlasništvu.

## Povezane epizode
Ovoj epizodi prethodi LMS10 pod nazivom Pukovnikova podvala iz 1970. godine, dok je nastavak objavljen u redovnoj ediciji Zagora u izdanju VČ pod nazivom Osveta Seminola 2025. godine.

## Repriza ove epizode
Epizoda je reprizirana u bivšoj Jugoslaviji u istoimenoj svesci u #933. Zlatne serije, koji je izašao krajem 1988. godine i koštao 2.700 dinara.
Pogledati još: Spisak svih epizoda Zlatne serije.